# Дзержинський трамвай
Дзержинський трамвай — ліквідована мережа міського трамвайного пасажирського транспорту у місті Дзержинськ, Росія. Розпочав свою роботу 7 листопада 1933 року. Рух зупинено з 18 грудня 2015 року.
Трамвайна мережа зазнала вельми великого скорочення після 2006 року. Закрито та розібрано більше половини ліній.

## Маршрутна мережа
На середину 2010-х діяло 2 трамвайні маршрути:
| № | Маршрут                                  |
| - | ---------------------------------------- |
| 4 | Вокзал — Швейная фабрика                 |
| 5 | пос. им. Свердлова — Трамвайное депо № 1 |

На маршруті № 4 працює: по робочих днях - 7 випусків, інтервал - 8-9 хвилин, по вихідних днях - 6 випусків, інтервал - 10-11 хвилин. Працює з 4.30 до 23.15 (по неділях - з 5. 45 до 22. 45). Пробіг в одну сторону становить 28 хвилин, відстої на кінцевих станціях - по 3 хвилини. Загальний час обороту - 62 хвилини.
На маршруті № 5 працює: по робочих днях - 9 випусків, інтервал - 8-9 хвилин, по вихідних днях - 8 випусків, інтервал 9-10 хвилин. Працює з 4.30 до 22.00 (по неділях - з 5. 00 до 22. 00). Пробіг в одну сторону становить 33-37 хвилин. Відстої на кінцевих 3-4 хвилини. Загальний час обороту - 77 хвилин.
У період максимального розвитку мережі (до 2006 року) діяло 6 маршрутів:
| № | Маршрут                                                                 |
| - | ----------------------------------------------------------------------- |
| 1 | Пос им. Свердлова — Платф. 421 км                                       |
| 2 | ПО «Заря» — ст. Игумново (Трамвайный парк — 2003 - 2009)                |
| 3 | Вокзал — Улица Островского                                              |
| 4 | Вокзал — Швейная фабрика (в часы «пик» — до ПО «Заря»)                  |
| 5 | Пос. им. Свердлова — Трамвайный парк (улица Островского — до 2002 года) |
| 6 | Улица Островского — Платф. 421 км                                       |

Маршрут № 1
Маршрут № 2
маршрут № 3
маршрут № 4

## Рухомий склад
Декілька вагонів було придбано зі скасованої мережі в Іваново
- KTM-5 − 20 вагонів
- KTM-5A − 19 вагонів
- KTM-8K − 3 вагони

## Ресурси Інтернету
- Официальный сайт МУП «Экспресс» г. Дзержинска
- Из истории Дзержинского трамвая
- О закрытии трамвайного движения в Дзержинске на сайте Общественный транспорт Нижнего Новгорода [Архівовано 2 квітня 2016 у Wayback Machine.]
- Газета «Омнибус» — № 2 (98) — 2004 — О строительстве трамвая в Дзержинске
- Дзержинский трамвай на «Сайте о железной дороге» Сергея Болашенко